# Richard Trautmann
Richard Trautmann (München, 7 februari 1969) is een voormalig judoka uit Duitsland, die zijn vaderland tweemaal op rij vertegenwoordigde bij de Olympische Spelen: in 1992 (Barcelona) en 1996 (Atlanta). In beide gevallen won hij de bronzen medaille in de klasse tot 60 kilogram. Trautmann, drievoudig Duits nationaal kampioen in zijn gewichtsdivisie, was na zijn actieve judoloopbaan actief als judocoach.

## Erelijst

### Olympische Spelen
- – 1992 Barcelona, Spanje (– 60 kg)
- – 1996 Atlanta, Verenigde Staten (– 60 kg)

### Wereldkampioenschappen
- – 1993 Hamilton, Canada (– 60 kg)